# Bulbophyllum candidum
Bulbophyllum candidum là một loài phong lan thuộc chi Bulbophyllum.